# Гайский горно-обогатительный комбинат
ПАО «Га́йский го́рно-обогати́тельный комбина́т» (Га́йский ГОК) — градообразующее предприятие города Гай Оренбургской области, основанное в 1959 году, входит в дивизион цветной металлургии Уральской горно-металлургической компании.

## История создания
Строительство комбината
В середине XVIII века в Гайском районе было обнаружено уникальное лечебное купоросное озеро. В 1931 году в Гайском озере был зарегистрирован выход рыхлого железняка, а анализ воды в озере показал содержание меди. Изыскательные работы на месторождении начались в 1932 году геологом И. Л. Рудницким, рудная залежь обнаружена в 1950 году. В честь берёзовой рощи — гая, в которой была пробурена скважина, выдавшая первый рудный керн, месторождение было названо Гайским.
1 января 1950 года была организована Гайская поисково-разведочная партия. В 1951 году Гайское месторождение признано промышленным медно-колчеданным (звания лауреатов Ленинской премии за открытие и разведку этого месторождения удостоены в 1963 году геологи М. С. Недожогин, В. И. Скрипиль, В. И. Ленных, Н. А. Сибирская и И. Л. Рудницкий). 3 марта 1959 года Советом Министров СССР принято решение о строительстве Гайского горно-обогатительного комбината, Постановлением Госплана РСФСР генеральным проектировщиком выбран «Унипромедь», генеральным подрядчиком строительства назначен трест «Уралтяжстрой», а сама стройка объявлена ударной комсомольской.
9 мая 1959 года в карьере № 1 началась добыча руды. Этот день стал датой рождения комбината и города Гая. К концу 1959 года было перевезено 3 миллиона кубометров вскрышных пород, и построена железная дорога, водопровод от реки Урал, линия электропередач, 22 тыс. м² жилья.
1960—1999 годы
11 июля 1960 года на Медногорском медно-серном комбинате была проведена первая пробная плавка гайской руды и получена первая медь Гая. В феврале 1961 года запущена первая очередь подземного рудника, а в ноябре 1962 года вторая. В 1962 году началась добыча руды открытым способом. В июле 1963 года введён в действие карьер № 1 и теплоэлектроцентраль, добыча шла открытым и подземным способами. В 1966 году введена в действие первая очередь обогатительной фабрики, а в 1969 году вторая. В 1972 году начало выработки нижних горизонтов подземного рудника на этажах 320/380 м. и 380/440 м. В 1981 году запущен закладочный комплекс для рудника «Глубокие горизонты». В 1984 году запущен ствол шахты «Эксплуатационная» с башенным копром и многоканатными подъёмными машинами. В 1989 году запущен цех глазурованной керамической плитки, бетонно-растворный узел, налажен выпуск бетонных фундаментных блоков. С 1992 года разрабатывается Северо-Ириклинского месторождение известняка. 3 марта 1993 года комбинат преобразован в акционерное общество открытого типа — АООТ «Гайский ГОК».
В 1994—1995 году структуры Искандара Махмудова с помощью структур Олега Дерипаски получили контроль над предприятием, обе группы были связаны с бизнесменами братьями Черными (Михаилом и Львом).
8 июля 1998 года распоряжением Администрации города Гая предприятие преобразовано в ОАО «Гайский ГОК».
После 1999 года
В 1999 году Комбинат вошёл в состав Уральской горно-металлургической компании. В 2000 году начало добычи и переработки первой руды месторождения «Летнее». В 2001 году начата добыча с этажа 670/830 м конвейерными галереями, внедрён дробильно-конвейерный комплекс № 1 с протяжённостью конвейеров 1500 метров.
В 2003 году началась реконструкции карьера № 2 под хвостохранилище, мощность по переработке медьсодержащих руд на фабрике достигла 5 млн тонн. В 2004 году запущена добыча с месторождения «Осеннее». В 2005 году началась горно-техническая рекультивация отработанного карьера № 2.
В 2008 году запущена первая очередь дробильно-сортировочного комплекса. В августе 2010 года запущена вторая очередь рудоподготовительного корпуса полусамоизмельчения, увеличив переработку руды с 5,5 млн до 6,3 млн тонн, и повысив качество медного концентрата (содержание меди увеличилось с 18,7 до 19,25 %).
В 2011 году началось освоение медно-колчеданного месторождения «Левобережное» (Домбаровская группа). В 2012 году запущен новый скиповой подъём шахты «Скиповая».
В 2013 году запущен надшахтный комплекс шахты «Клетьевая», возобновлены работы на объектах поверхности шахты «Северная вентиляционная 2».
В 2014 году запущен комплекс объектов шахты «Новая» и третья очередь рудо-подготовительного комплекса обогатительной фабрики с технологией полусамоизмельчения.
В июле 2019 года на шахте «Эксплуатационная» закончен монтаж подъёмного оборудования, предназначенного для выдачи горной массы с горизонта 1310 м.

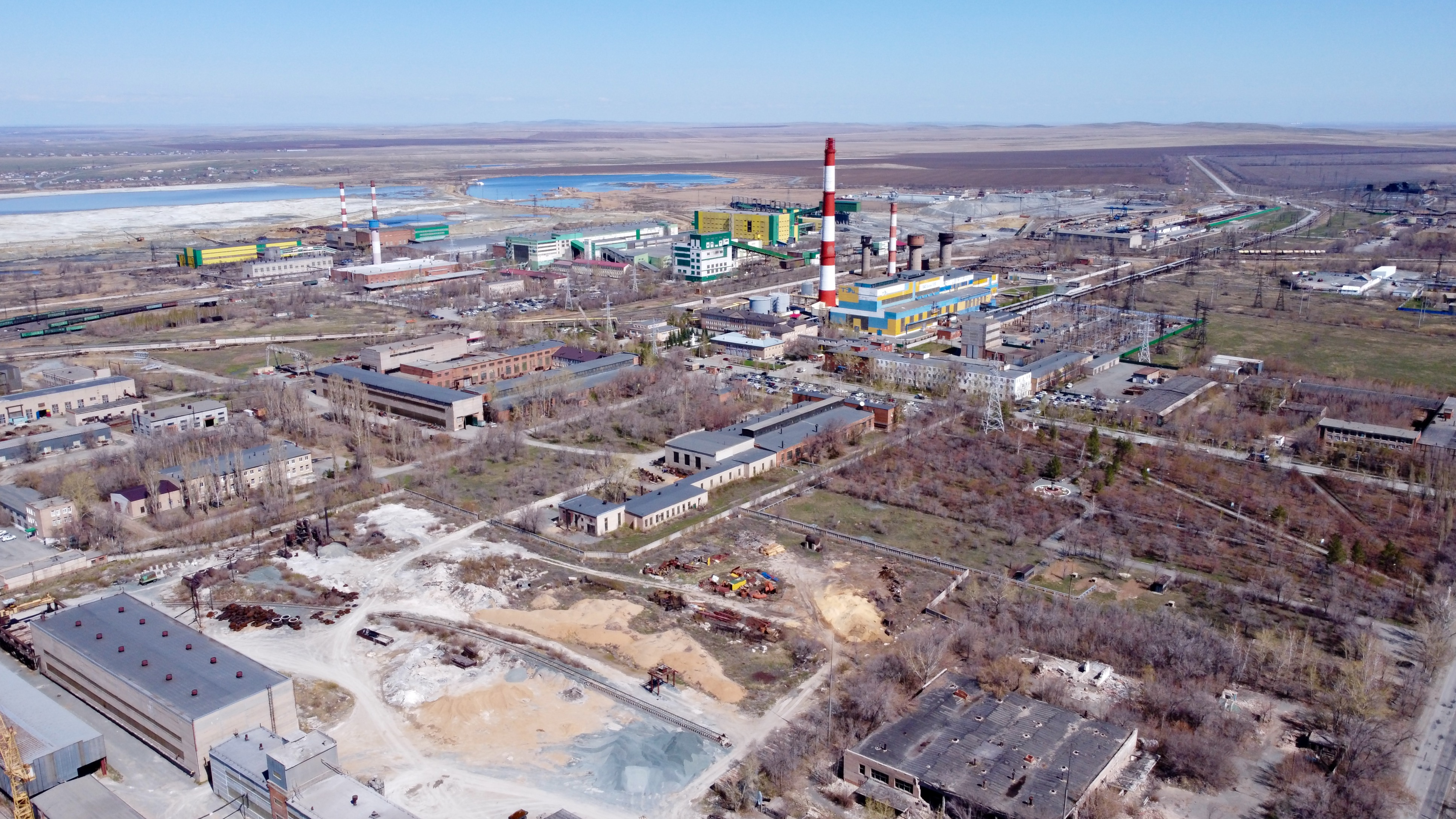
Фабричный комплекс
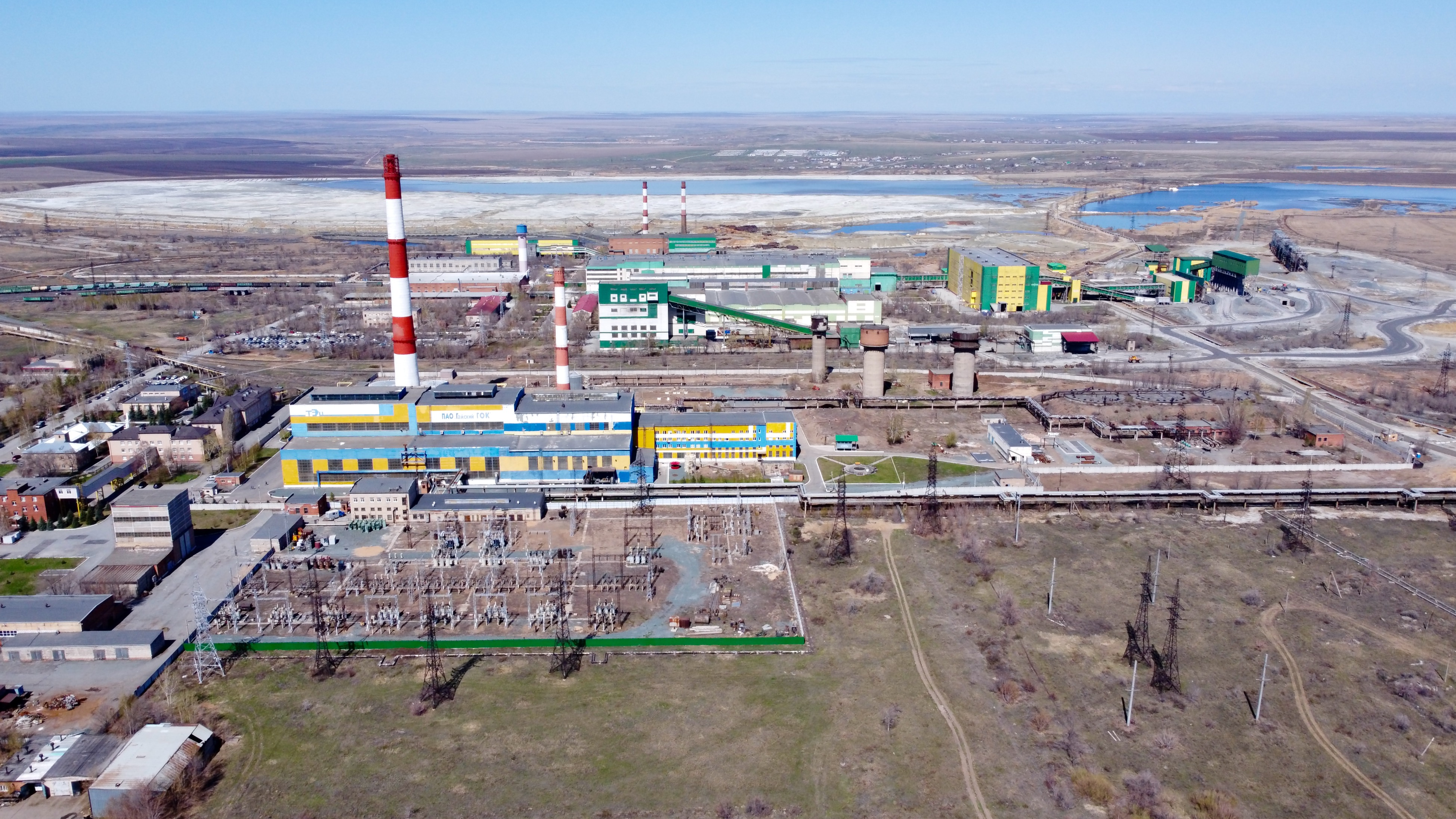
На переднем плане — ТЭЦ
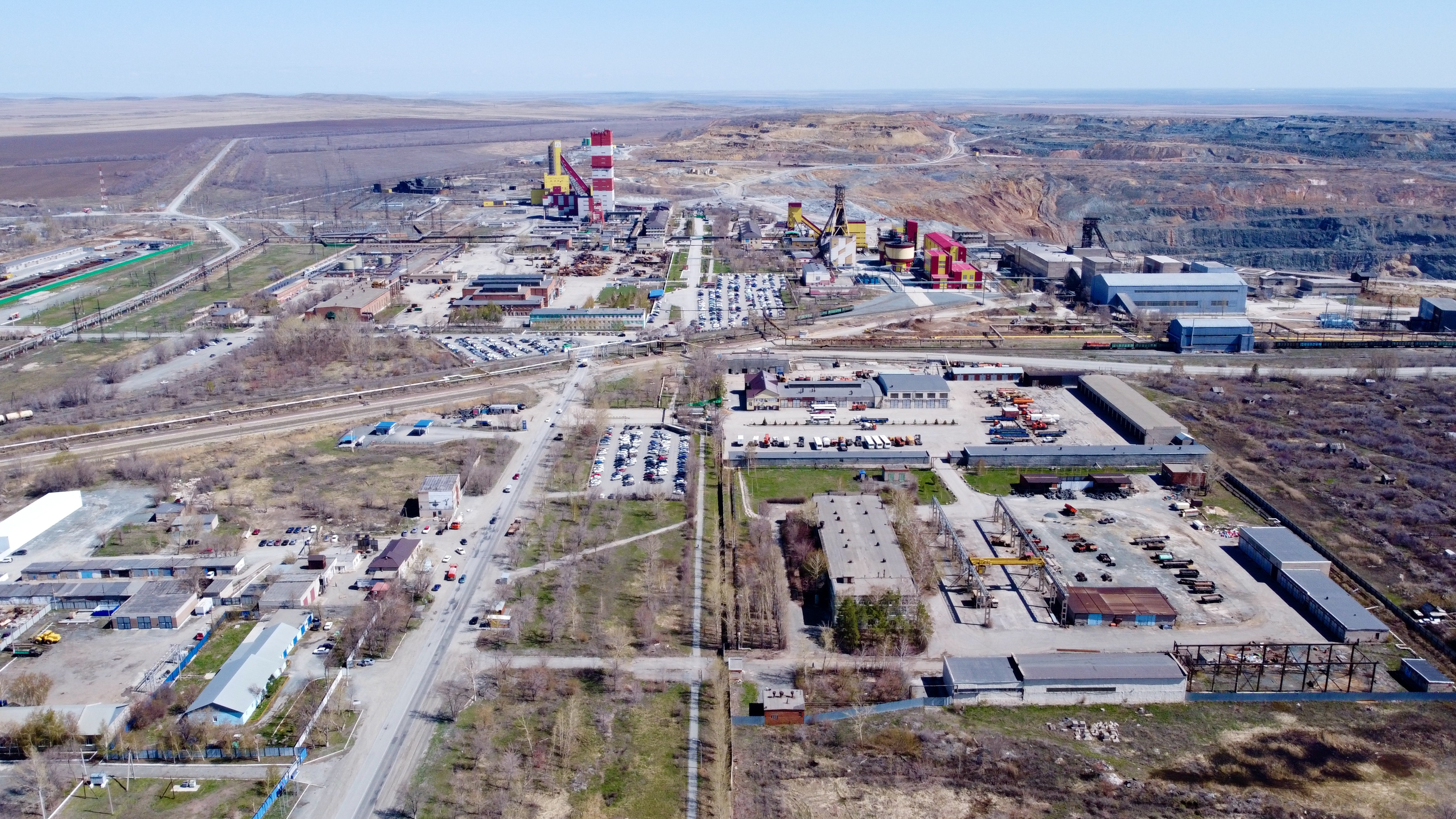
Рудник
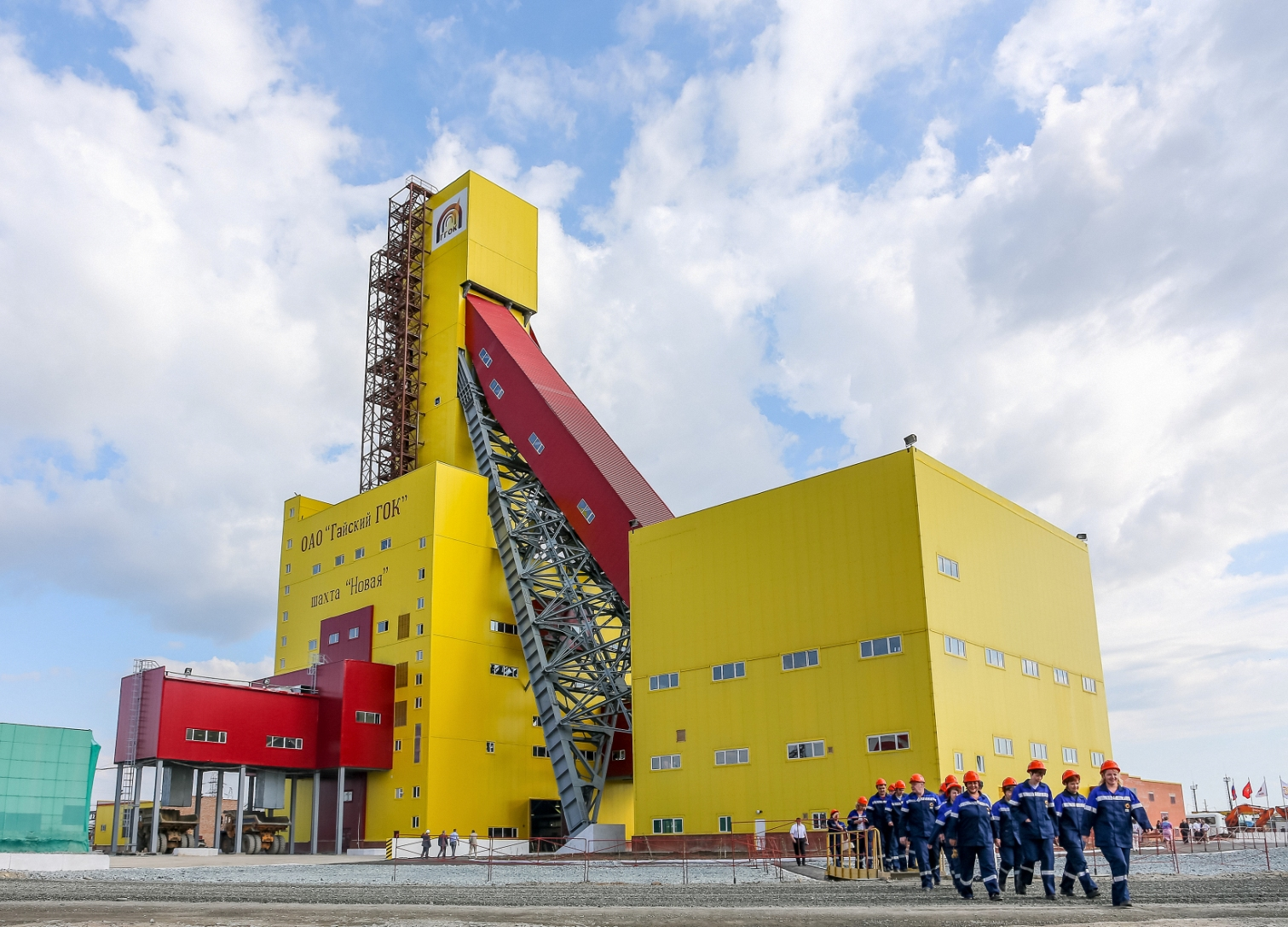
Шахта «Новая»
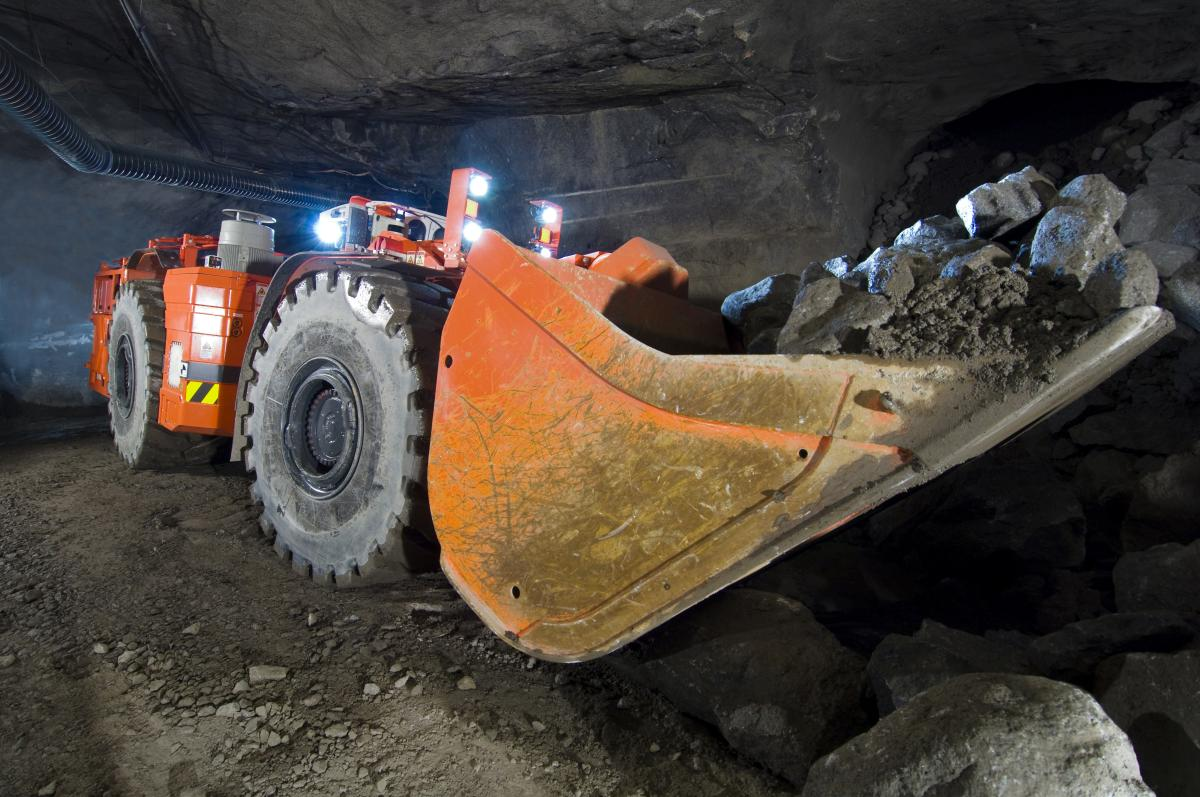
Шахтный погрузчик

## Руководители комбината
- 1959—1973 — Филярчук, Семён Евдокимович
- 1973—1980 — Семигин, Ростислав Иванович
- 1980—1988 — Печин, Василий Федотович
- 1988—1996 — Иванов, Николай Фёдорович
- февраль 1996—1998 — Махмудов, Искандар Кахрамонович
- июнь 1998—2006 — Старостин, Юрий Иванович
- ноябрь 2006 — октябрь 2010 — Сараскин, Александр Викторович
- с октября 2010 — Радько, Николай Викторович
- январь 2013 — 11 августа 2014 — Зубков, Анатолий Евгеньевич
- с 12 августа 2014 года — Ставский, Геннадий Геннадьевич

## Награды
Заслуги коллектива завода были отмечены:
- 1964 — Совет Министров СССР присвоил комбинату имя Ленинского комсомола;
- 1971 — орден Ленина за выполнение заданий пятилетки по добыче руды и производству медных концентратов.

## Характеристики руды
Руда Гайского месторождения кроме меди, содержит в промышленных концентрациях: цинк, свинец, сера, золото, серебро и редкие и рассеянные элементы: кадмий, селен, теллур, галлий, висмут.